# José María Martín Bejarano-Serrano
José María Martín Bejarano-Serrano, noto solo come José Mari (Rota, 6 dicembre 1987), è un ex calciatore spagnolo, di ruolo centrocampista.

## Carriera
Nella stagione 2012-2013 ha giocato 24 partite nella Primera División con il Real Saragozza.